# ثقافة المغرب

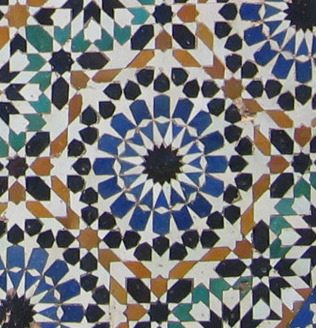
فسيفساء مغربي

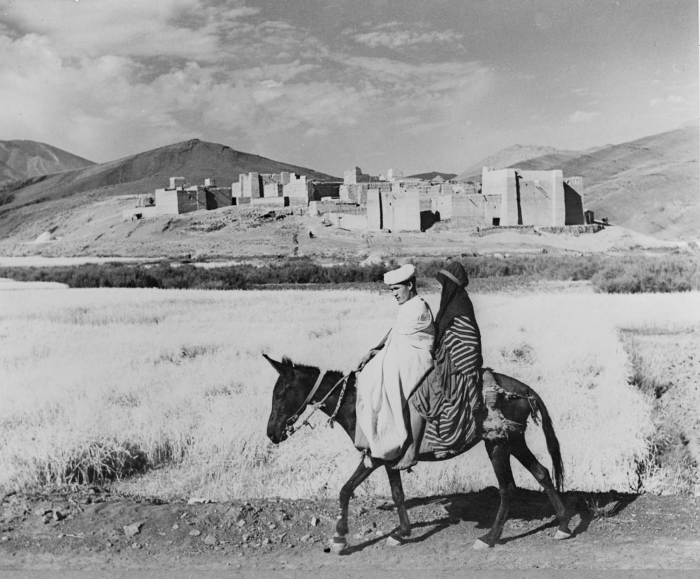
مشهد ريفي من بدايات القرن العشرين الميلادي

الثقافة المغربية هي مزيج غني من الثقافات العربية والأمازيغية والأندلسية، مع التأثيرات الإفريقية والعبرية والمتوسطية. وتعكس تقارب التأثيرات التاريخية عبر جوانب مختلفة بما في ذلك السلوكيات الشخصية والجماعية واللغة والعادات والمعرفة والمعتقدات والفنون والتشريعات وفن الطهو والموسيقى والشعر والهندسة المعمارية، وما إلى ذلك.
بدأ المغرب في أن يكون ذات أغلبية من المسلمين السنة ابتداء من التاسع. – القرن العاشر الميلادي، في فترة الإمبراطورية المرابطية، في حين لعب استيراد ثقافة أندلسية دورًا مهمًا جدًا في تشكيل الثقافة المغربية. وصلت موجة كبيرة أخرى من الثقافة الأندلسية مع المغتربين الأندلسيين بعد طردهم من الأندلس إلى شمال إفريقيا بعد الاسترداد. كانت المسيحية الدوناتية الريفية موجودة في العصور القديمة، بدءًا من القرن الثاني الميلادي وحتى القرن السابع الميلادي إلى جانب الكاثوليكية الرومانية الحضرية التي لا تزال في طور التكوين. تميل جميع الطبقات الثقافية العليا إلى الاعتماد على طبقة أساسية أمازيغية من السكان الأصليين تعود إلى عدة آلاف من السنين والتي لا تزال موجودة بقوة ويعود تاريخها إلى عصور ما قبل التاريخ.
المغرب متعدد الإثنيات مع ثقافة وحضارة غنيتين. عبر التاريخ المغربي، استضاف هذا البلد العديد من الأشخاص القادمين من الشرق (الفينيقيون واليهود والعرب)، ومن الجنوب (أفريقيا جنوب الصحراء)، ومن الشمال (الرومان، الفاندال، الموريسكيون). وكان لكل هذه الفئات جميعها أثر على التركيبة الاجتماعية للمغرب، حيث أنها تضم العديد من المعتقدات، كاليهودية والمسيحية والإسلام.
تمتلك كل منطقة مغربية خصوصياتها، وتساهم بالتالي في صنع فسيفساء الثقافة والإرث الحضاري المغربي، حيث وضعت المملكة ضمن أولوياتها المحافظة على تراثها الثقافي وحماية تنوعها وخصوصيتها.
في المجال السياسي العالمي، يشار للمغرب كدولة عربية إفريقية.

## اللغة
تعتبر اللغة العربية الفصحى الحديثة والبربرية المغربية القياسية اللغتان الرسميتان في المغرب، أما اللغة العربية المغربية فهي اللهجة العامية الوطنية؛ يتم التحدث باللهجات البربرية في بعض المناطق الجبلية، مثل لهجة تريفيت التي يبلغ عدد الناطقين بها بها 1.2 مليون شخص، وأمازيغية الأطلس المتوسط التي يتحدث بها 2.3 مليون نسمة، ولهجة تشلحيت التي يتحدث بها 3 إلى 4.7 مليون نسمة. كما تم التحدث تقليديًا بأنواع مختلفة من اللهجة العربية اليهودية المغربية في المغرب. يتم التحدث أيضًا باللغات الأجنبية وخاصة الفرنسية والإنجليزية والإسبانية في المراكز الحضرية مثل طنجة أو الدار البيضاء. ومع كل هذه اللغات، يعد التبديل اللغوي ظاهرة منتشرة في الخطاب والإعلام المغربي.

## الزخرفة

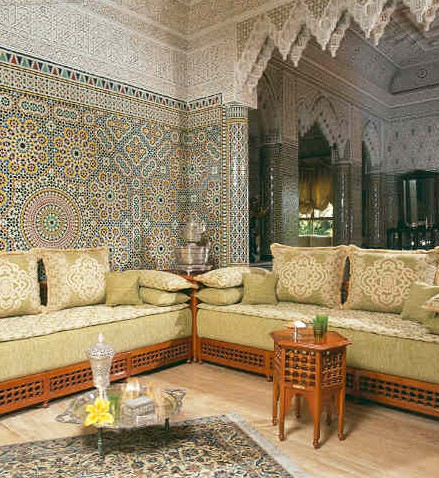
منزل مغربي

الملاحظ في الزخرفة المغربية أنها لم تتأثر بغيرها من الطرز الإسلامية تأثرا كبيرا، وأن تطورها كان بطيئا بالقياس إلى تطور سائر الطرز المعمارية الأخرى، وكان أهم المراكز الفنية في هذا الطراز إشبيلية وغرناطة ومراكش وفاس وآسفي، ولم نسمع حتى الآن أن أحدا من الكتاب أو المؤرخين قد فرق بينها وبين حضارة الأندلس، إلا في حدود تفعيل تلك العناصر التي ربطت تلك الحضارة مع بعضها البعض.

## اللباس المغربي
من أكثر ما يشتهر به المغرب اللباس المسمى محليا التقليدي، و هو كثير التنوع. وأول ما يتبادر إلى الذهن هي الجلابة، ورغم تشابه الاسم مع الجلابية المصرية فإن الجلابة المغربية تختلف نسبيا عنها، بكون الجلابة المغربية تحتوي على غطاء رأس يسمى "قب" (من كلمة قبة)، ولأن الجلابة المغربية تحتوي على زخرفة تتفاوت حسب المناطق والمناسبات التي تلبس فيها.
من أشهر أنواع الجلابات الرجالية: الجلابة الفاسية والجلابة البزيوية. وغالبا ما تلبس الجلابة مع السلهام وهو رداء يشبه البشت العربي لكنه بلا أكمام، و اسمه الاصلي أسلهام بالامازيغية.
و تنتعل غالبا مع الجلابة الرجالية نعال تسمى البلغة، و هي نعال جلدية يختلف شكلها باختلاف المناطق، و لكن يبقى هناك شكلان منهما انبثقت كل الاشكال الاخرى، و هما :
البلغة العربية الفاسية، و هي بلغة ذات شكل مطول، حاد و تكون بها زخرفة بسيطة، و هي الاكثر انتشارا.
البلغة الامازيغية المسماة إيدوكان، و شكلها يكون مستديرا من الامام و غالبا ما يكون لونها أصفراً.
الجبادور، القاندورة، الفوقية، و السروال القندريسي هي الاخرى ملابس تقليدية مغربية رجالية.
و الطربوش المغربي أحمر اللون الذي تبناه الاتراك و لليوم يسمونه "فاس" لأن الأتراك يسمون دولة المغرب باسم فاس.
أما فيما يخص النساء فمقابل البلغة عند الرجال، هو الشربيل عند النساء، و هو شبيه للبلغة الفاسية و بزخرفة أكثر.
كذلك تلبس النساء القفطان المغربي، و الجلابة، و التكشيطة المغربية التي لا يوجد لها مقابل في مكان آخر غير المغرب.
و باختصار فالملابس التقليدية النسائية تختلف كثيراً من منطقة لأخرى و عددها بلا ادنى شك أكثر من أنواع الملابس التقليدية المغربية الرجالية، و للمطالعة بشكل أدق اللباس التقليدي المغربي

## توزيع السكان

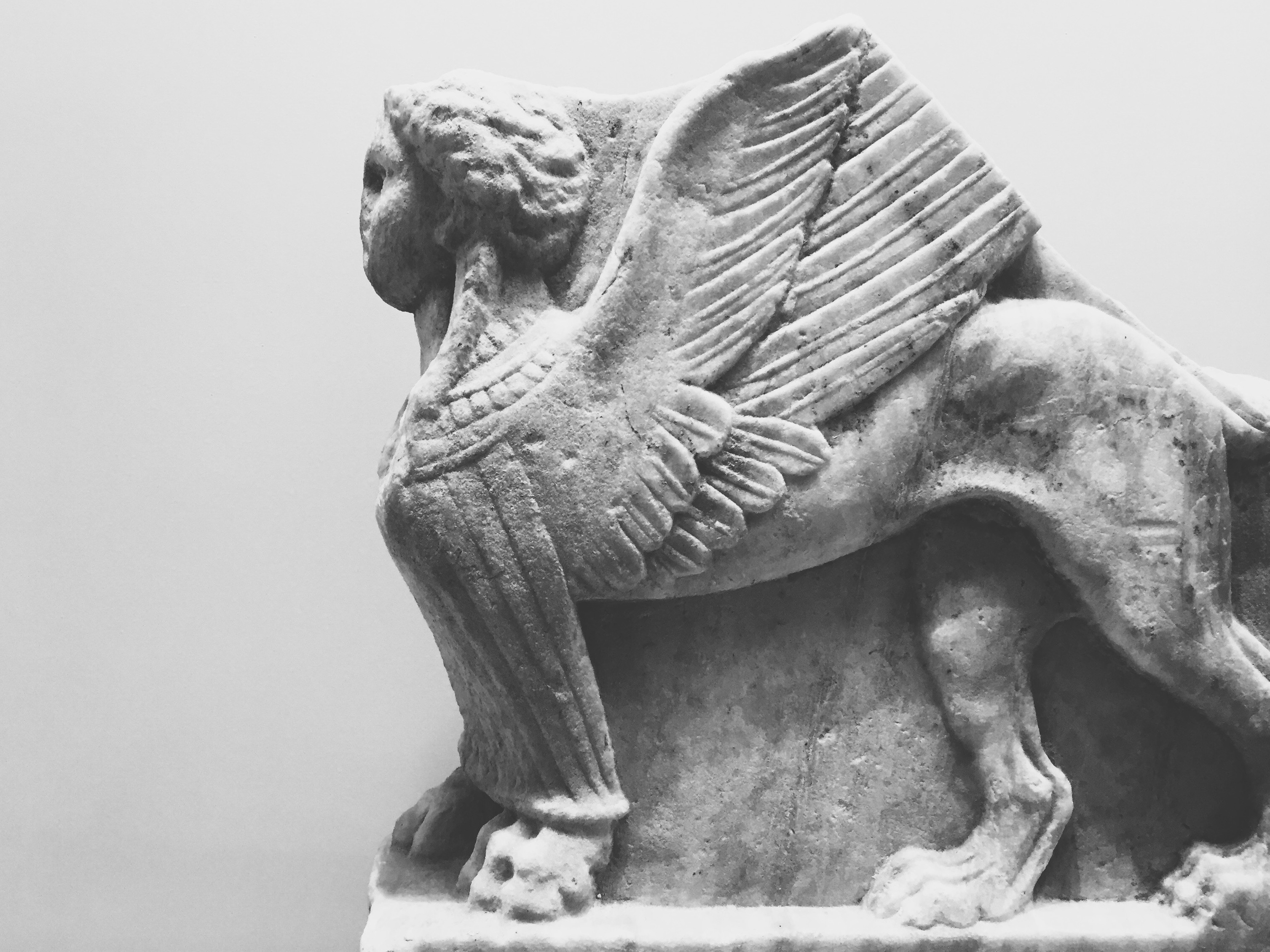
سفنكس منحوت عثر عليه في موقع ليكسوس الأثري معروضا في متحف التاريخ والحضارات في الرباط.

حسب الإحصاء الرسمي الأخير للمغرب الذي تم سنة 2014 فإن عدد سكان المغرب هو 33.848.242 نسمة، متفرقة على عدة جهات إدارية،أكبرها جهة الدار البيضاء-سطات بواقع 6.861.739 نسمة.
و ترتكز أغلب ساكنة المغرب في المجال الحضري.

## الإثنيات واللغات
الأرقام التالية ماخوذة من الاحصاء الرسمي المغربي لسنة 2014 و الملف الخاص به مرفق في الروابط أسفل الصفحة.

- السكان:33.848.242 (اكتوبر 2014 احصاء رسمي)
- المجموعات العرقية: عرب و أمازيغ 99.1 ٪، أخرى 0.7 ٪، يهود 0.2 ٪
- اللغات: اللغة العربية الفصحى، الأمازيغية.

اللهجة العربية الدارجة يتكلم بها 91.7٪ من المغاربة، باحتساب اللهجة العربية الحسانية التي يتكلم بها 0.8٪ من المغاربة.
اللهجات الأمازيغية (يتحدث بها حوالي26٪) بواقع :
تاشلحيت 14.1٪
تمازيغت 7.9٪
تاريفيت 4٪

## الدين
تلاقحت في المدن الساحلية المغربية والأخرى العتيقة منذ القدم ثقافات مختلفة، ولا تزال لحد الآن في الدار البيضاء بجانب 3000 مسجد وأماكن الصلاة غير المحدودة بعض الكنائس: ستة كاثوليكية وواحدة انجيلية وواحدة انجليكانية وثلاث معابد يهودية ناشطة. وكانت الجالية اليهودية هنا ممثلة دوما بشكل كبير ويعيش 3000 من اليهود المغاربة في العاصمة الاقتصادية من مجموع 5000 بالمغرب.

## المطبخ

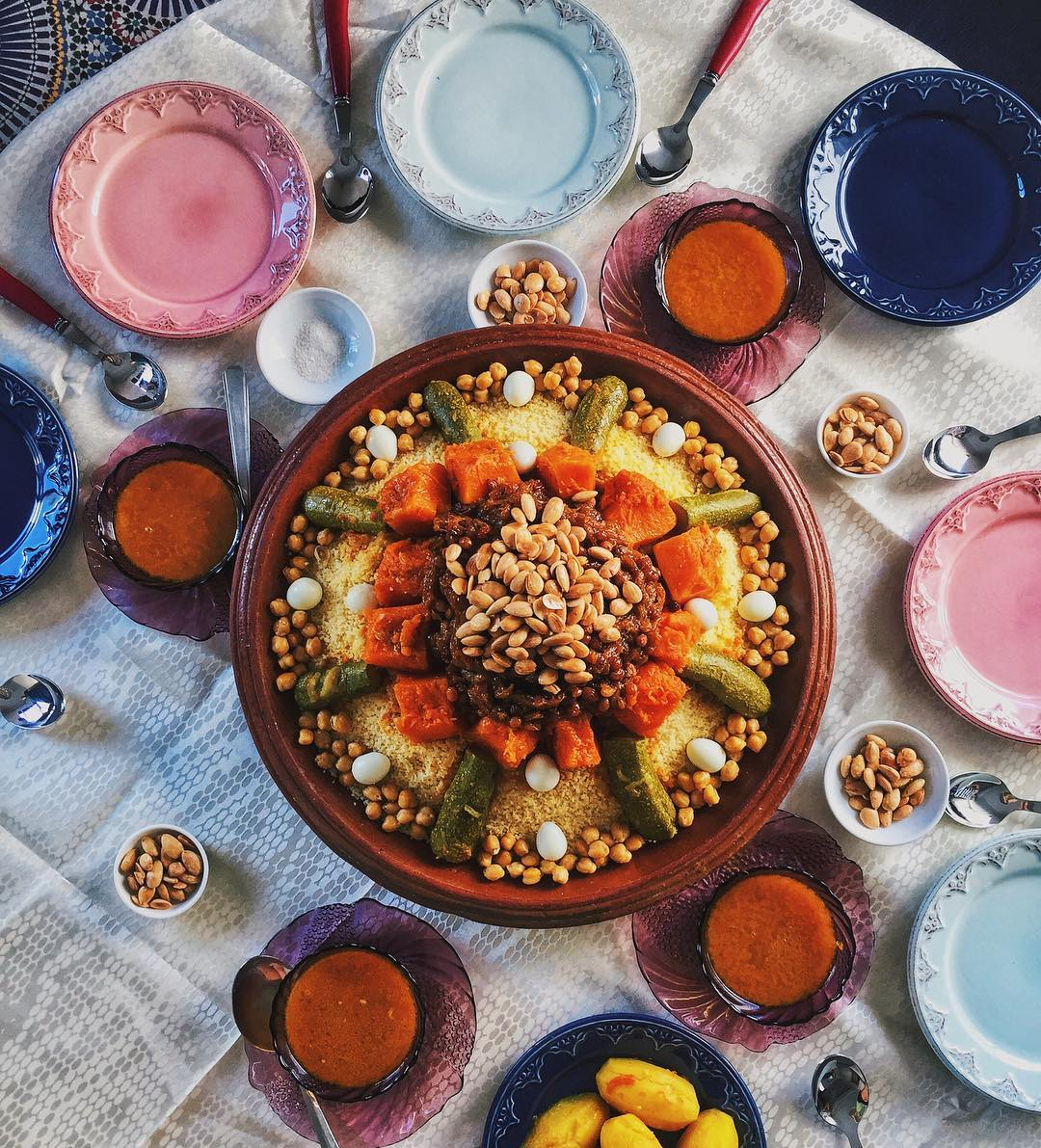
طبق الكسكس وهو أحد أشهر الأطباق في المعغرب. يقدم مع الخضار والحمص.

يعتبر المطبخ المغربي منذ القدم من أكثر المطابخ تنوعا في العالم.والسبب يرجع إلى تفاعل المغرب مع العالم الخارجي منذ قرون. المطبخ المغربي هو مزيج من المطبخ الأمازيغي والعربي، والمغاربي، والشرق أوسطي، ووالمتوسطي، والأفريقي. الطهاة في المطبخ المغربي على مر القرون في كل من فاس، مكناس، مراكش، الرباط وتطوان طنجة هم من خلق الأساس لما يعرف المطبخ المغربي اليوم
.
يعد الكسكس المغربي من الوجبات الرئيسية المعروفة منذ القدم، حيث وجد أول مرة عند سكان المغرب والتي لا تغيب طويلا المائدة المغربية، فهو اكلة شائعة في جميع مناطق المملكة المغربية، وقد ادرجته اليونيسكو والمعارف الخاصة بانتاجه واستهلاكه ضمن قائمة التراث اللامادي الإنساني.

## الفروسية
يشتهر المغاربة بحبهم للخيل و باعتناءهم بتربيتها، كان الامازيغ مهتمين بتربية الخيول البربرية التي لاحقا ما دخلت الاندلس و امتزجت بالفصيلة المحلية لتنتج فصيلة أخرى، و كان دخول العرب للمغرب إبان الفتح العربي الاسلامي، و هم أهل خيل نقطة تحول بادخالهم الخيول العربية الاصيلة التي تم التزاوج بينها و بين البربرية لتعطي الخيول العربية-البربرية و التي بدورها اعطت الحصان الاندلسي الذي تم ادخاله لامريكا فترة الاستيطان الاسبان لها، و تم استخدام الخيول العربية-البربرية في "التبوريدة" المشتقة من الكلمة العربية "البارود" و المسماة في المصادر الاوروبية بالفانتازيا، و هي محاكاة لعروض عسكرية يتقدم فيها سرب من الخيالة في صف واحد و بسرعة و تناسق ليطلقوا النار في آن واحد من بنادقهم نحو السماء، و يكون هذا في مضمار يسمى "المحرك" أي المكان الذي تتحرك فيه الخيل و في أوقات زمنية محددة تسمى "المواسم"، و غالبا ما كان يحتفى بالتبوريدة في الاعراس في المناطق البدوية ذات الاغلبية العربية نظرا لأنها مناطق سهلية تسمى محليا بالوطى لانسيابيتها و سهولة وطءها بالخيل و الرجل.

## تربية الصقور

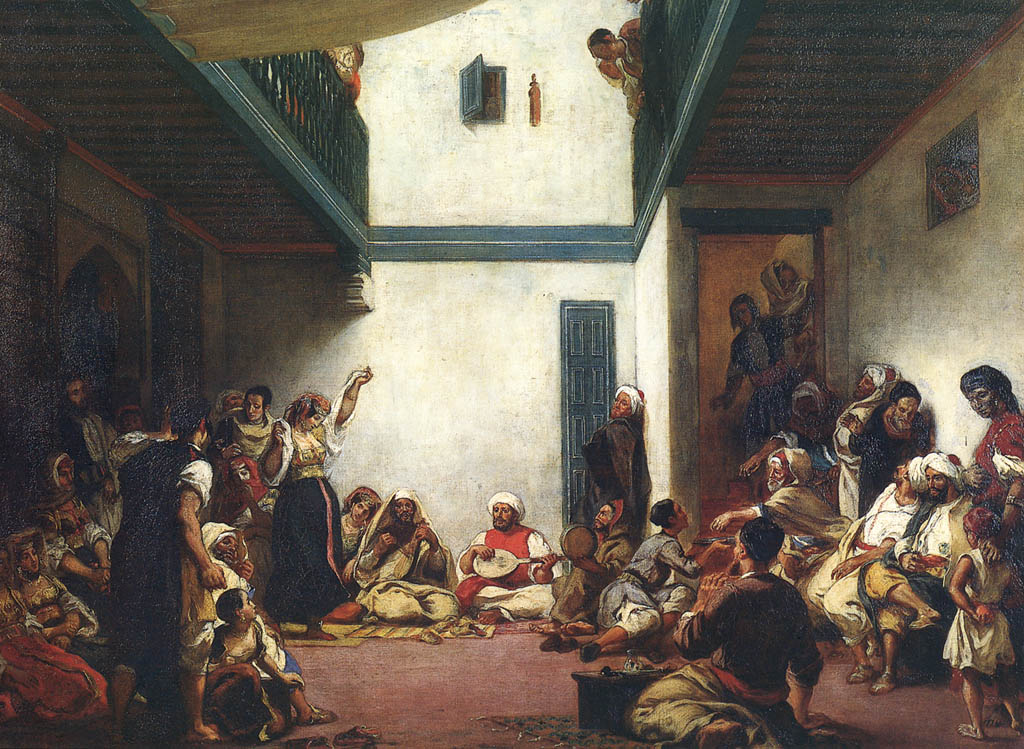
عرس يهودي بالمغرب

أيضاً اهتم المغاربة العرب بتربية الصقور شأنهم في ذلك شأن أبناء عمومتهم في شبه الجزيرة العربية، وإلى اليوم تتفنن قبيلة القواسم العربية المغربية في تربية الصقور، وتشتهر بذلك جالبة أنظار المشارقة بل حتى السياح الأجانب لها، خاصة فترة المسابقات.

## الاحتفالات والأعياد

### الأعياد الدينية

#### أعياد إسلامية
الدين الرسمي للمغرب هو الإسلام. إيقاع الحياة بالنسبة للمغاربة تمليه الاحتفالات الدينية طوال العام، مثل رمضان وعيد الأضحى. خلال هذه الاحتفالات، التي تكون معظمها عطلات رسمية، يركز المغاربة على الصلاة وقضاء الوقت مع أسرهم. ويحتفل المغاربة أيضًا بالمولد النبوي ورأس السنة الهجرية. تشمل الطقوس الدينية الأخرى صلاة الجمعة الأسبوعية حيث يذهب معظم المغاربة إلى المسجد لصلاة منتصف نهار الجمعة.